# Charles Thellusson

Wappen der Familie de Thellusson

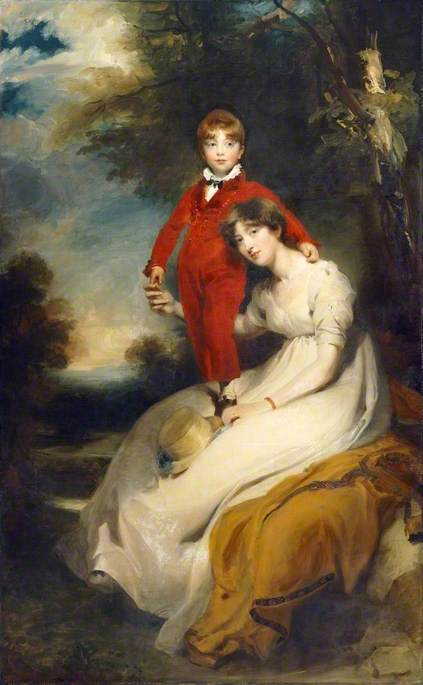
Portrait von Charles Thellussons Ehefrau Sabine Robarts, von Thomas Lawrence ca. 1805

Charles Thellusson (* 2. Februar 1770; † 2. November 1815) war ein britischer Bankier und Politiker.

## Leben
Charles Thellusson besuchte die Harrow School. Wie seine Brüder, trat er dann als Partner in die Londoner Merchant Bank seines Vaters, ″Peter Thellusson & Co.″, ein und war ein Unterzeichner der „London Merchants' Declaration of Loyalty“ für William Pitts Regierung vom 2. Dezember 1795.
Bei den Parlamentswahlen 1796 kandidierte er im Wahlkreis Evesham und wurde am 6. Juni in das House of Commons gewählt. Am 12. Juli 1802 erfolgte seine Wiederwahl. Bei den Parlamentswahlen 1806 verzichtete er auf eine erneute Kandidatur. 1810 zog er sich aus dem Londoner Geschäftsleben zurück. Thellusson verbrachte sein weiteres Leben in Brodsworth, wo er Ländereien besaß.

## Familie
Charles Thellusson wurde 1770 als dritter Sohn des Bankiers Peter (Pierre de) Thellusson (1737–1797) und seiner Ehefrau Ann Woodford (1739–1805) geboren. Die Politiker Peter Isaac (1761–1808) und George Woodford Thellusson (1764–1811) waren seine Brüder. Der französisch-schweizerische Bankier Isaac de Thellusson (1690–1755) war sein Großvater.
Am 15. Januar 1795 heiratete Thellusson Sabine Robarts, eine Tochter von Abraham Robarts und Nichte von George Tierney. Aus der Ehe gingen zwei Söhne und eine Tochter hervor.